# Miki Oračev
Miki Rumenov Oračev (in bulgaro Мики Руменов Орачев?; Blagoevgrad, 19 marzo 1996) è un calciatore bulgaro, difensore della Lokomotiv Sofia.

## Carriera

### Club
Ha giocato nella prima divisione bulgara.

### Nazionale
Ha giocato nelle nazionali giovanili bulgare Under-17, Under-19 ed Under-21.
Nel 2022 ha giocato una partita con la nazionale maggiore bulgara.

## Statistiche

### Presenze e reti nei club
Statistiche aggiornate al 4 ottobre 2021.
| Stagione               | Squadra                | Campionato             | Campionato | Campionato | Coppe nazionali | Coppe nazionali | Coppe nazionali | Coppe continentali | Coppe continentali | Coppe continentali | Altre coppe | Altre coppe | Altre coppe | Totale | Totale |
| Stagione               | Squadra                | Comp                   | Pres       | Reti       | Comp            | Pres            | Reti            | Comp               | Pres               | Reti               | Comp        | Pres        | Reti        | Pres   | Reti   |
| ---------------------- | ---------------------- | ---------------------- | ---------- | ---------- | --------------- | --------------- | --------------- | ------------------ | ------------------ | ------------------ | ----------- | ----------- | ----------- | ------ | ------ |
| 2013-2014              | Levski Sofia           | A-PFG                  | 6          | 0          | CB              | 1               | 0               |                    | -                  | -                  |             | -           | -           | 7      | 0      |
| 2014-2015              | Levski Sofia           | A-PFG                  | 9          | 1          | CB              | 3               | 0               |                    | -                  | -                  |             | -           | -           | 12     | 1      |
| 2015-2016              | Levski Sofia           | A-PFG                  | 23         | 0          | CB              | 2               | 0               |                    | -                  | -                  |             | -           | -           | 25     | 0      |
| 2016-gen. 2017         | Levski Sofia           | 1L                     | 3          | 0          | CB              | 1               | 0               | UEL                | 1                  | 0                  |             | -           | -           | 5      | 0      |
| Totale Levski Sofia    | Totale Levski Sofia    | Totale Levski Sofia    | 41         | 1          |                 | 7               | 0               |                    | 1                  | 0                  |             | -           | -           | 49     | 0      |
| gen.-mag. 2017         | Lokomotiv Sofia        | 2L                     | 13         | 0          |                 | -               | -               |                    | -                  |                    | -           | -           | -           | 13     | 0      |
| ago.-dic. 2017         | Levski Sofia           | 1L                     | 8          | 0          | CB              | 2               | 0               | UEL                | 1                  | 0                  |             | -           | -           | 11     | 0      |
| gen.-mag. 2018         | Septemvri Sofia        | 2L                     | 3          | 0          |                 | -               | -               |                    | -                  |                    | -           | -           | -           | 3      | 0      |
| 2019-2020              | Lokomotiv Sofia        | 2L                     | 21         | 0          | CB              | 0               | 0               |                    | -                  | -                  |             | -           | -           | 21     | 0      |
| 2020-2021              | Lokomotiv Sofia        | 2L                     | 26         | 1          | CB              | 0               | 0               |                    | -                  | -                  |             | -           | -           | 26     | 1      |
| 2021-2022              | Lokomotiv Sofia        | 1L                     | 9          | 0          | CB              | 0               | 0               |                    | -                  | -                  |             | -           | -           | 9      | 0      |
| Totale Lokomotiv Sofia | Totale Lokomotiv Sofia | Totale Lokomotiv Sofia | 56         | 1          |                 | 0               | 0               |                    | -                  | -                  |             | -           | -           | 56     | 1      |
| Totale carriera        | Totale carriera        | Totale carriera        | 121        | 2          |                 | 9               | 0               |                    | 2                  | 0                  |             | -           | -           | 132    | 2      |